# Marcus Morris
Marcus Thomas Morris Sr. (* 2. September 1989 in Philadelphia, Pennsylvania) ist ein amerikanischer Basketballspieler. Er spielte von der Saison 2011/12 bis 2024 in der National Basketball Association (NBA), zuletzt bei den Cleveland Cavaliers.

## Jugend
Morris wurde in Philadelphia als Sohn von Thomasine Morris geboren. Er hat vier Brüder. Sein sieben Minuten älterer Zwillingsbruder Markieff, mit dem er in Highschool und College in einer Mannschaft war, spielt ebenfalls in der NBA.

## Karriere

### Highschool
Mit seiner Schulmannschaft, den Prep Charter High School Eagles, wurde er 2006 und 2007 Meister des Bundesstaats Pennsylvania. Er stellte mit 1.325 Punkten einen Schulrekord für die meisten Treffer während der Highschool-Zeit auf.

### College
In den beiden ersten Studiensemestern als sogenannter Freshman an der University of Kansas stand er im Saisonverlauf 2008/09 22-mal in der Anfangsaufstellung und kam auf eine durchschnittliche Einsatzzeit von 18,5 Minuten, in denen er im Mittel 7,4 Punkte erzielte. Morris beendete das Freshman-Jahr als viertbester Werfer der College-Auswahl.
In der darauffolgenden Saison als Sophomore, als Student des dritten und vierten Semesters, konnte er sich weiter verbessern und erreichte 12,8 Punkte und 6,1 Rebounds pro Spiel. Morris wurde in das Big-12-Conference-Second-Team gewählt und von Yahoo! Sports als Most Improved Player landesweit ausgezeichnet. 2010/11 gehörte er in 36 von 38 Spielen der Anfangsaufstellung an, wobei er pro Spiel im Schnitt 17,2 Punkte und 7,6 Rebounds verbuchte. In zehn Spielen erreichte Morris Double-Doubles und im Spiel gegen Iowa State mit 33 Punkten seinen bisherigen NCAA-Bestwert. Mit insgesamt 654 Punkten platzierte sich Morris in der ewigen Korbjägerliste der University of Kansas in der Wertung Punkte in einer Saison auf dem zwölften Rang. Die Kansas Jayhawks gewannen unter seiner Führung in dieser Saison die Ligameisterschaft und Morris wurde zum Spieler des Jahres der Big-12-Conference gewählt.

### NBA
Im NBA-Draft 2011 wurde Morris an 14. Stelle, einen Platz hinter seinem Bruder Markieff, von den Houston Rockets ausgewählt. Seinen ersten Auftritt in der NBA hatte er am 26. Dezember 2011 im Spiel bei den Orlando Magic. Am 2. Januar 2012 gaben ihn die Rockets an die Rio Grande Valley Vipers in die NBA Development League (D-League) ab, um ihm dort mehr Einsatzzeit zu verschaffen. Im Verlauf der Saison 2011/12 wechselte Morris mehrfach zwischen NBA und D-League. Für die Rockets spielte er in dieser Saison 17 Mal mit einer durchschnittlichen Einsatzzeit von 7,4 Minuten, in denen er 2,4 Punkte erreichte.
Durch die Verletzung von Patrick Patterson rückte Morris zu Beginn der Saison 2012/13 in die Startformation.
Im Februar 2013 wurde Morris von den Rockets zu den Phoenix Suns transferiert. Im Gegenzug erhielten die Rockets ein Auswahlrecht im NBA-Draft 2013. Damit stand Morris fortan zusammen mit seinem Zwillingsbruder in Phoenix unter Vertrag. Es war dies seit der Saison 1976/77, in der Tom und Dick Van Arsdale für die Suns spielten, erst das zweite Mal in der Geschichte der NBA, dass Zwillingsbrüder gleichzeitig in einer Mannschaft spielten.
Im Sommer 2015 wurde Morris zu den Detroit Pistons transferiert. Ab 2017 spielte Morris für die Boston Celtics, ab 2019 für die New York Knicks und seit Februar 2020 für die Los Angeles Clippers. Am 5. Januar 2020 gelangen Morris mit 38 Punkten gegen die LA Clippers sein bisheriger Bestwert in einem Spiel. Anfang November 2023 gaben ihn die Kalifornier im Rahmen eines Tauschhandels an die Philadelphia 76ers ab.

## Karriere-Statistiken

### NBA

#### Hauptrunde
| Saison  | Team                     | GP  | GS  | MPG  | FG % | 3P % | FT % | RPG | APG | SPG | BPG | PPG  |
| ------- | ------------------------ | --- | --- | ---- | ---- | ---- | ---- | --- | --- | --- | --- | ---- |
| 2011–12 | Houston                  | 17  | 0   | 7.4  | .296 | .118 | .750 | 0.9 | 0.2 | 0.1 | 0.1 | 2.4  |
| 2012–13 | Houston / Phoenix        | 77  | 23  | 19.8 | .422 | .369 | .564 | 3.6 | 0.8 | 0.6 | 0.3 | 7.7  |
| 2013–14 | Phoenix                  | 82  | 1   | 22.0 | .442 | .381 | .761 | 3.9 | 1.1 | 0.9 | 0.2 | 9.7  |
| 2014–15 | Phoenix                  | 81  | 35  | 25.2 | .434 | .358 | .628 | 4.8 | 1.6 | 0.8 | 0.2 | 10.4 |
| 2015–16 | Detroit                  | 80  | 80  | 35.7 | .434 | .362 | .749 | 5.1 | 2.5 | 0.8 | 0.3 | 14.1 |
| 2016–17 | Detroit                  | 79  | 79  | 32.5 | .418 | .331 | .784 | 4.6 | 2.0 | 0.7 | 0.3 | 14.0 |
| 2017–18 | Boston                   | 54  | 21  | 26.8 | .429 | .368 | .805 | 5.4 | 1.3 | 0.6 | 0.2 | 13.6 |
| 2018–19 | Boston                   | 75  | 53  | 27.9 | .447 | .375 | .844 | 6.1 | 1.5 | 0.6 | 0.3 | 13.9 |
| 2019–20 | New York / L.A. Clippers | 62  | 62  | 31.2 | .438 | .408 | .823 | 5.0 | 1.4 | 0.8 | 0.5 | 16.7 |
| Gesamt  | Gesamt                   | 607 | 354 | 27.0 | .432 | .367 | .759 | 4.7 | 1.5 | 0.7 | 0.3 | 12.1 |

#### Play-offs
| Saison  | Team          | GP | GS | MPG  | FG % | 3P % | FT % | RPG | APG | SPG | BPG | PPG  |
| ------- | ------------- | -- | -- | ---- | ---- | ---- | ---- | --- | --- | --- | --- | ---- |
| 2015–16 | Detroit       | 4  | 4  | 36.0 | .468 | .389 | .870 | 3.3 | 2.5 | 0.5 | 0.0 | 17.8 |
| 2017–18 | Boston        | 19 | 4  | 29.6 | .368 | .417 | .712 | 5.4 | 1.1 | 0.4 | 0.3 | 12.4 |
| 2018–19 | Boston        | 9  | 4  | 28.2 | .519 | .450 | .742 | 8.1 | 1.2 | 0.1 | 0.6 | 13.7 |
| 2019–20 | L.A. Clippers | 13 | 13 | 29.8 | .505 | .475 | .929 | 4.8 | 1.6 | 0.8 | 0.1 | 11.8 |
| Gesamt  | Gesamt        | 45 | 25 | 30.0 | .437 | .439 | .772 | 5.6 | 1.4 | 0.5 | 0.2 | 13.0 |